# Ouesso
Ouesso är en stad (franska: commune) i Kongo-Brazzaville. Den är huvudort i departementet Sangha, i den norra delen av landet, 700 km norr om huvudstaden Brazzaville. Antalet invånare är 39 653. Vid staden ligger Ouesso flygplats.